# Монастырек-Оглядовский
Монастырок-Оглядовский (укр. Монастирок-Оглядівський) — село в Радеховской городской общине Шептицкого района Львовской области Украины.
Население по переписи 2001 года составляло 418 человек. Занимает площадь 1,644 км². Почтовый индекс — 80256. Телефонный код — 3255.